# Френк Джослін Баум
Френк Джослін Баум (3 грудня 1883 — 2 грудня 1958) — американський юрист, солдат, письменник і кінопродюсер, а також перший президент Міжнародного клубу чарівників країни Оз. Відомий як автор творів «Задовольнити дитину» та «Сміється дракон з Оза».